# NGC 4976
NGC 4976 је елиптична галаксија у сазвежђу Кентаур која се налази на NGC листи објеката дубоког неба.
Деклинација објекта је - 49° 30' 21" а ректасцензија 13h 8m 37,4s. Привидна величина (магнитуда) објекта NGC 4976 износи 10,1 а фотографска магнитуда 11,1. Налази се на удаљености од 12,523 милиона парсека од Сунца. NGC 4976 је још познат и под ознакама ESO 219-29, PGC 45562.